# Marina Massironi
Marina Massironi, née le 16 mai 1963 à Legnano dans la région de la Lombardie en Italie, est une actrice italienne. Elle a également assuré plusieurs doublages pour des films et des dessins animés en langue italienne.

## Filmographie

### Au cinéma
- 1997 : Tre uomini e una gamba d'Aldo Baglio, Giacomo Storti, Giovanni Poretti et Massimo Venier
- 1997 : Così è la vita d'Aldo Baglio, Giacomo Storti, Giovanni Poretti et Massimo Venier
- 1999 : Fuori dal mondo de Giuseppe Piccioni
- 1999 : Tutti gli uomini del deficiente de Paolo Costella
- 2000 : Pain, tulipes et comédie (Pane e tulipani) de Silvio Soldini
- 2000 : Chiedimi se sono felice d'Aldo Baglio, Giacomo Storti, Giovanni Poretti et Massimo Venier
- 2001 : 500!
- 2002 : Quasi quasi de Gianluca Fumagalli
- 2003 : Ti spiace se bacio mamma? d'Alessandro Benvenuti
- 2004 : Agata e la tempesta de Silvio Soldini
- 2009 : Due partite d’Enzo Monteleone
- 2010 : Lettres à Juliette (Letters to Juliet) de Gary Winick

### À la télévision
- 2010 : Les Demoiselles du Swing (Le Ragazze dello Swing) de Maurizio Zaccaro
- 2011 : Notte prima degli esami '82 d’Elisabetta Marchetti

## Doublage
- 1990 : Nadia, le secret de l'eau bleue
- 1990 : Sailor Moon
- 2000 : Les Fils de Rome
- 2001 : Monstres et Cie (Monsters, Inc.) de Pete Docter
- 2021 : Luca, Signora Marsigliese

## Distinctions
- Ruban d'argent de la meilleure actrice dans un second rôle en 2000  pour Pain, tulipes et comédie (Pane e tulipani).
- David di Donatello de la meilleure actrice dans un second rôle en 2000 pour Pain, tulipes et comédie (Pane e tulipani).